# Lommedalen
Lommedalen és una comunitat rural en una vall petita a Bærum, municipi del comtat d'Akershus, Noruega. La població és d'aproximadament 11,000 persones. La vall de Lommedalen s'obre cap a Bærums Verk i transcorre aproximadament 5 quilòmetres cap al nord.
Lommedalen inclou àrees boscoses, alguna terra agrícola, i zones residencials. Inclou parts de l'àrea boscosa de Krokskogen. El riu Lomma corre a través de la vall. Una carretera de bosc de Lommedalen va a Hole, a Buskerud. El camí de pelegrinatge a la Catedral de Nidaros a Trondheim passava a través de Lommedalen en temps medievals i va ser ressuscitat en el marc de la celebració del mil·lenari de Trondheim el 997.
Lommedalen és una àrea popular per fer esquí i eslàlom a l'hivern i equitació a l'estiu. El llac Burudvann hi és una destinació de senderisme popular. L'àrea és també la seu de dos camps de golf, Lommedalen Golf Club i Bærom Golf Club. Lommedalsbanen és un museu de ferrocarril de via estreta situat a dalt de tot de la vall. L'església de Lommedalen (Lommedalen kirke) data de 1995, feta amb pedra i maó. L'església és de planta rectangular i 700 seients.

## Persones relacionades amb Lommedalen
- Ari Behn (1972–2019), artista i ex-marit de la princesa Marta Lluïsa de Noruega
- Narve Bonna (1901 – 1976) saltador d'esquí
- Magnus Carlsen (n. 1990) Campió del món d'escacs
- Leif Kristian Haugen (n. 1987) competidor en la Copa Mundial esquí alpí
- Aleksander Aamodt Kilde (n. 1992) competidor en la Copa Mundial esquí alpí
- Thomas Rogne (n. 1990) futbolista
- Rune Velta (n. 1989) saltador d'esquí.

## Galeria

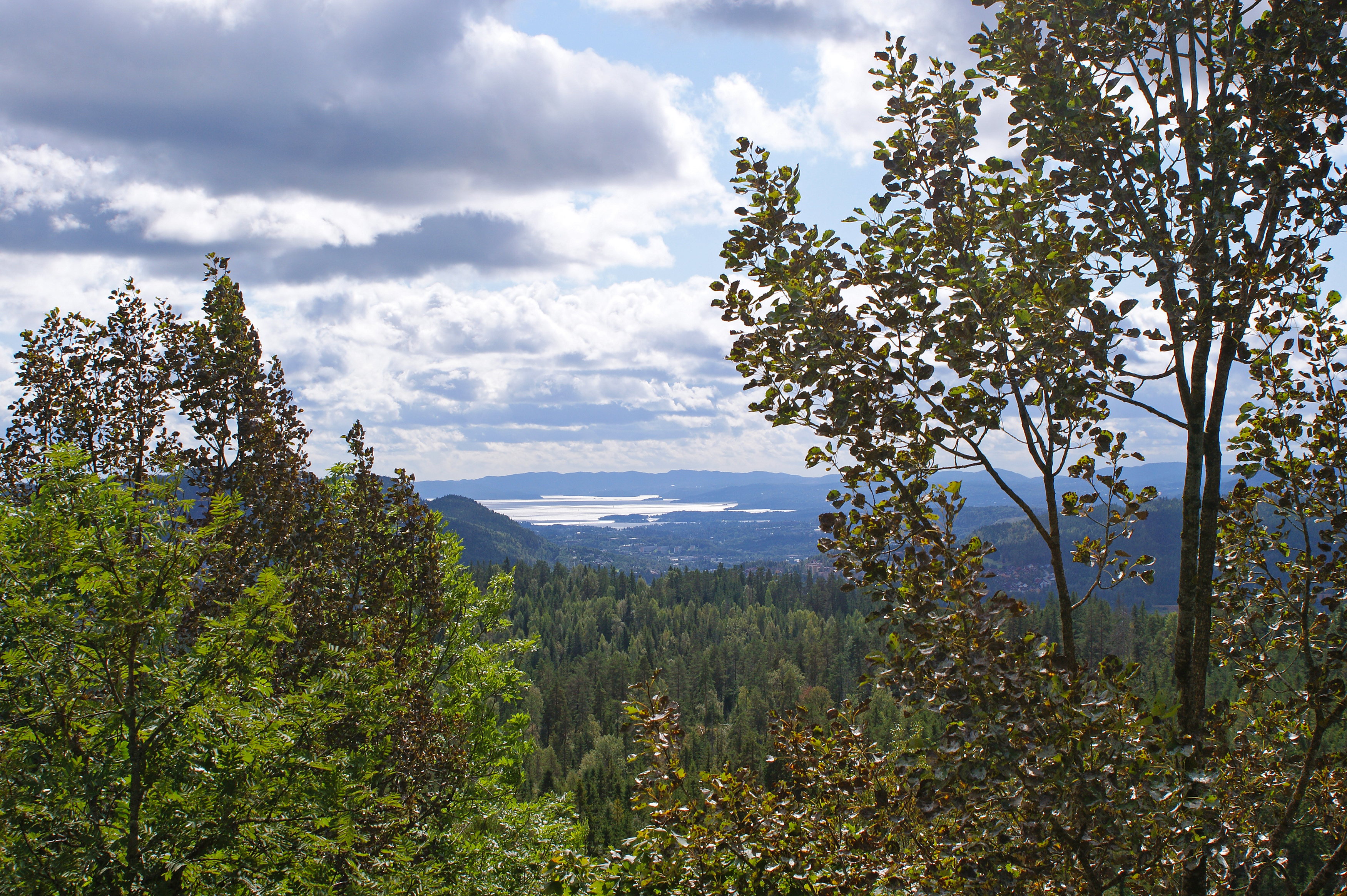
Vista de Lommedalen
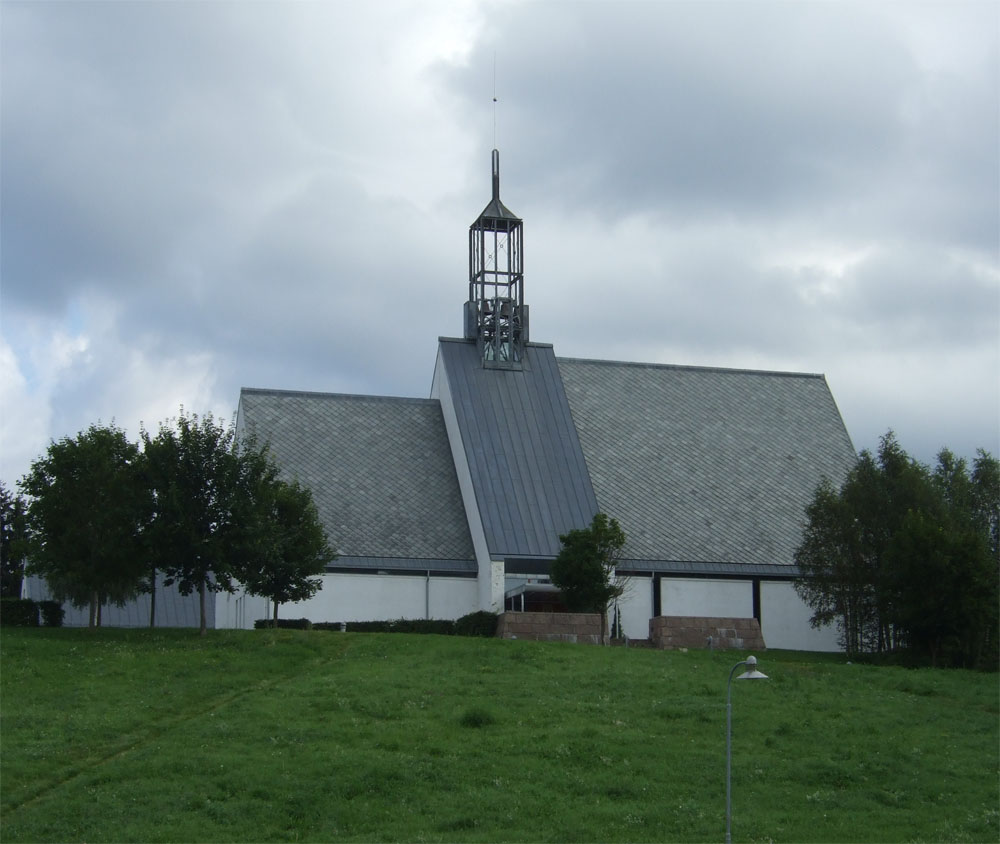
Església de Lommedalen
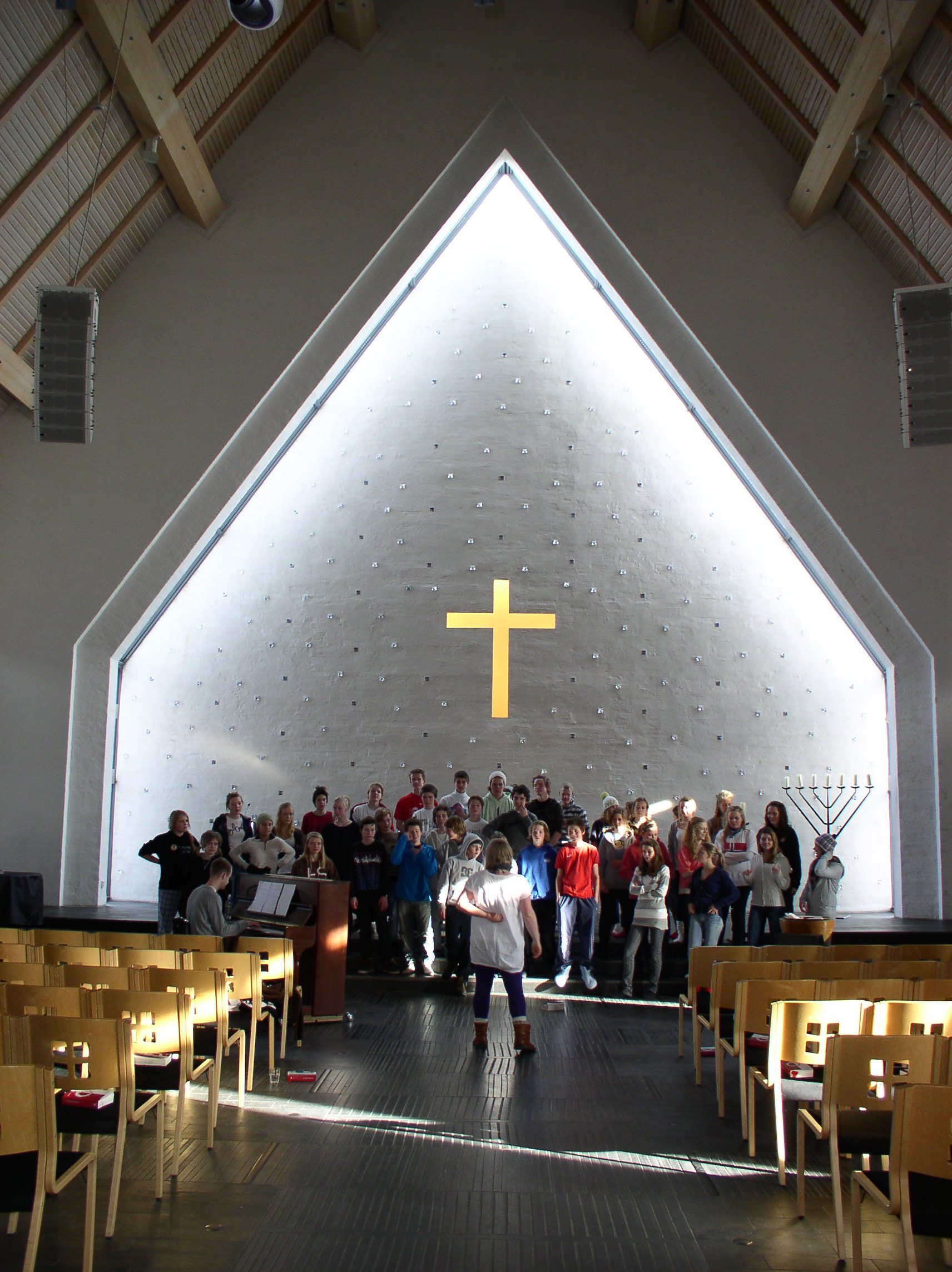
Interior de l'església de Lommedalen
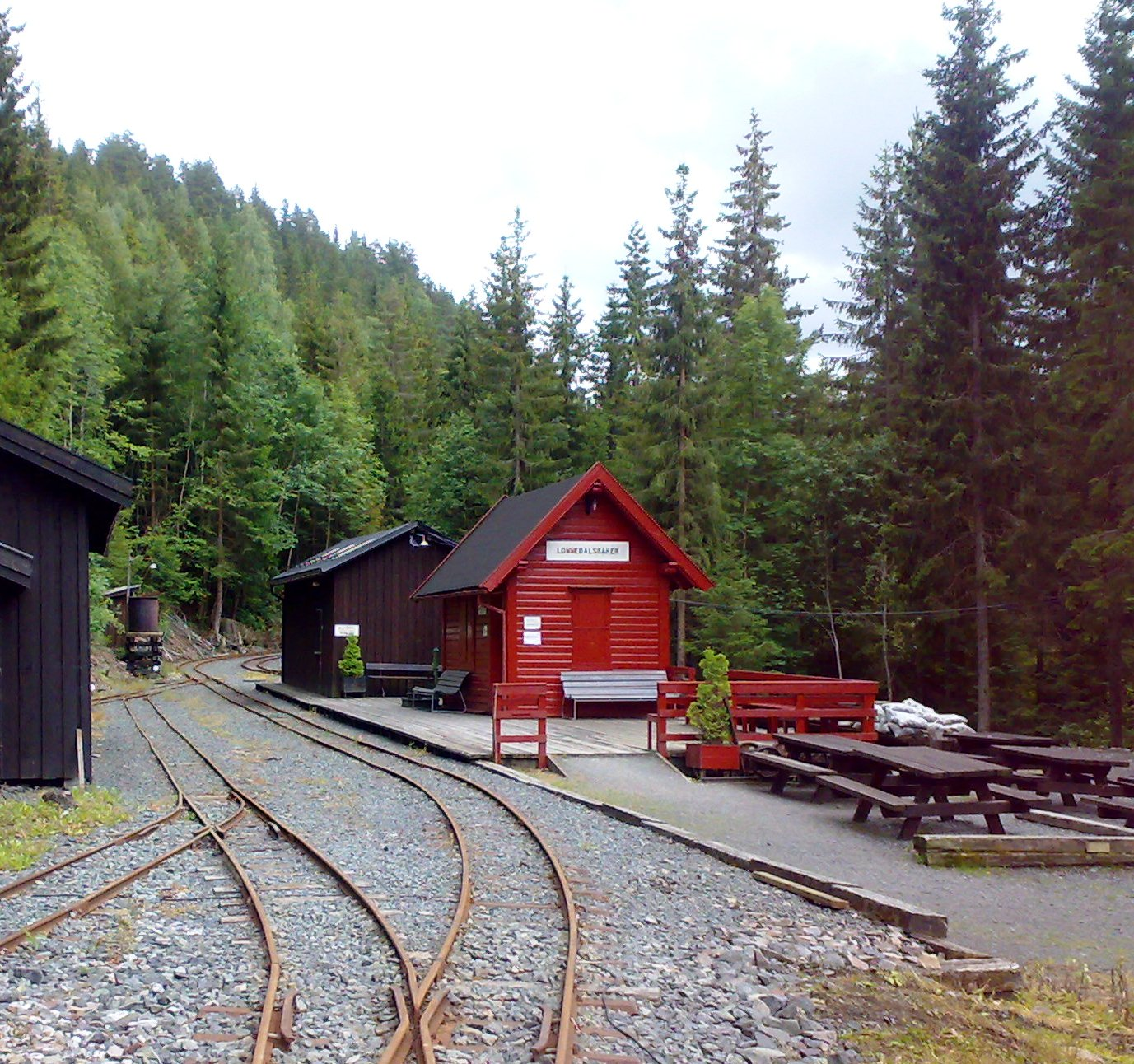
Lommedalsbanen